# Pisculeț, Dolj
Pisculeț (anterior Nebuna) este un sat în comuna Piscu Vechi din județul Dolj, Oltenia, România.
 Acest articol despre o localitate din județul Dolj este deocamdată un ciot. Puteți ajuta Wikipedia prin completarea lui.